# Клюев, Виктор Владимирович
Виктор Владимирович Клюев — советский хозяйственный, государственный и политический деятель, плавильщик Московского металлургического завода «Серп и молот» Министерства чёрной металлургии СССР.Герой Социалистического Труда.

## Биография
Родился в 1925 году в Ряжске. Член КПСС.
В 1930 году переехал с родителями в Москву. По окончании 5 классов школы поступил учеником слесаря на ликеро-водочный завод, затем – в ремесленное училище № 15 при металлургическом заводе «Серп и молот» по специальности «сталевар». В октябре 1941 года училище было эвакуировано в город Актюбинск Казахской ССР (ныне – Республика Казахстан), где Виктор работал сначала фрезеровщиком, а затем слесарем-сборщиком.
С января 1943 года – в Красной Армии. Участник Великой Отечественной войны. Был трижды ранен. В 1945 году – заряжающий орудия батареи 76-милиметровых пушек 182-го гвардейского стрелкового полка 62-й гвардейской стрелковой дивизии 3-го Украинского фронта, гвардии рядовой. Награжден 2 медалями «За отвагу».
Демобилизовавшись из Красной Армии в феврале 1946 года, пришел на завод «Серп и молот» подменным 2-го подручного плавильщика. Прошел замечательную трудовую школу: в течение 6 лет (с 1951 года) работал подручным в бригаде известного плавильщика А.И. Овчинникова, затем стал плавильщиком. В 1953 году окончил 7 классов вечерней школы рабочей молодежи. Став мастером скоростных плавок, за высокие производственные достижения неоднократно награждался орденами и медалями.
Указом Президиума Верховного Совета СССР от 25 июня 1974 года за выдающиеся успехи в выполнении принятых на девятую пятилетку социалистических обязательств, достижение высоких показателей в увеличении производства специальных сталей Клюеву Виктору Владимировичу присвоено звание Героя Социалистического Труда с вручением ордена Ленина и золотой медали «Серп и Молот».
Депутат Верховного Совета СССР 7-го и 8-го созывов (1966-1974).
Трудился на заводе до выхода на заслуженный отдых.
Жил в Москве. Умер в 1992 году. Похоронен на Люблинском кладбище.

## Награды
- Золотая медаль «Серп и Молот» (25.06.1974)
- Орден Ленина (22.03.1966)
- Орден Ленина (25.06.1974)
- Орден Октябрьской революции (30.03.1971)
- Орден Отечественной войны I степени (11.03.1985)[4]
- Орден «Знак Почёта» (19.02.1974)
- Медаль «За отвагу» (СССР) (05.04.1945)[2]
- Медаль «За отвагу» (СССР) (31.05.1945)[3]
- Медаль «В ознаменование 100-летия со дня рождения Владимира Ильича Ленина» (6 апреля 1970)

- Медаль «За победу над Германией в Великой Отечественной войне 1941—1945 гг.» (9 мая 1945[5])
- Медаль «За взятие Вены»  (9.06.1945)[3]
- Юбилейная медаль «Двадцать лет Победы в Великой Отечественной войне 1941—1945 гг.» (7 мая 1965[6])
- Юбилейная медаль «Тридцать лет Победы в Великой Отечественной войне 1941—1945 гг.»[7]
- Медаль «Сорок лет Победы в Великой Отечественной войне 1941-1945 гг.»[8]

- Медаль «За трудовое отличие» (14.11.1951)
- Медаль «Ветеран труда»
- Медаль «30 лет Советской Армии и Флота»[9]
- Юбилейная медаль «40 лет Вооружённых Сил СССР»[10]
- Юбилейная медаль «50 лет Вооружённых Сил СССР» (26 декабря 1967[11])
- Юбилейная медаль «60 лет Вооружённых Сил СССР» (28 января 1978[12])
- Юбилейная медаль «70 лет Вооружённых Сил СССР» (28 января 1988[13])
- Знак «Гвардия»
- Знак МО СССР «25 лет Победы в Великой Отечественной войне» (24 апреля 1970)

## Память
- На могиле установлен надгробный памятник.
- Его имя увековечено в Главном Храме Вооружённых сил России, и навсегда запечатлено на мемориале «Дорога памяти»